# Триоксид дисвинца
Триоксид дисвинца — неорганическое соединение
свинца и кислорода
с формулой Pb2O3,
чёрные кристаллы или красный аморфный порошок,
не растворяется в воде,
свинцовая соль метасвинцовой кислоты (H2PbO3).

## Получение
- Гидротермальное разложение диоксида свинца в растворе гидроксида натрия:

{\displaystyle {\mathsf {4PbO_{2}\ {\xrightarrow {250^{o}C}}\ 2Pb_{2}O_{3}+O_{2}}}}
- Окисление монооксида свинца кислородом под давлением:

{\displaystyle {\mathsf {4PbO+O_{2}\ {\xrightarrow {600^{o}C,0.4GPa}}\ 2Pb_{2}O_{3}}}}

## Физические свойства
Триоксид дисвинца образует чёрные кристаллы
моноклинной сингонии, параметры ячейки a = 0,7050 нм, b = 0,5616 нм, c = 0,3865 нм, β = 99,9°, Z = 2 .
По другим данным кристаллы
моноклинной сингонии, пространственная группа P 21/a, параметры ячейки a = 0,7814 нм, b = 0,5625 нм, c = 0,8466 нм, β = 124,8°, Z = 4 .
Не растворяется в воде.